# 1523 en science
| Années de la science : 1520 - 1521 - 1522 - 1523 - 1524 - 1525 - 1526    |
| Décennies de la science : 1490 - 1500 - 1510 - 1520 - 1530 - 1540 - 1550 |

Cet article présente les faits marquants de l'année 1523 en science.

## Publications
- Jacopo Berengario da Carpi : Isagogæ breves perlucidæ ac uberrimæ in anatomiam humani corporis a communi medicorum academia usitatam, Bologne, Benedictum Hectoris, 1523 ;
- Anthony Fitzherbert : Boke of Husbandrie, traité d’agronomie ;
- Maximilianus Transylvanus : Maximiliani Transyuani Caesaris a secretis epistola, de admirabili & novissima hispanoru in orientem navigatione, que auriae, & nulli prius accessae regiones sunt, cum ipsis etia moluccis insulis, Cologne, janvier 1523. Récit du voyage de Magellan.
- Le corsaire turc Piri Reis présente son ouvrage Kitab-ı Bahriye (« Voyages sur mer »), dédié à Soliman le Magnifique, qui comporte des renseignements sur les courants, les hauts-fonds, les ports et les détroits[1].

## Naissances

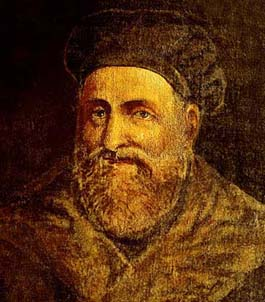
Gabriele Falloppio.

- 15 avril : Blaise de Vigenère (mort en 1596), diplomate, cryptographe, alchimiste et astrologue français.
- Vers 1523 : Gabriel Fallope (mort en 1562), naturaliste, botaniste, anatomiste et chirurgien italien.